# Laurens County (Georgia)
Laurens County is een county in de Amerikaanse staat Georgia.
De county heeft een landoppervlakte van 2.104 km² en telt 44.874 inwoners (volkstelling 2000). De hoofdplaats is Dublin.